# صحافة حاسوبية
الصحافة الحاسوبية يمكن تعريفها بأنها استخدام الحوسبة في أنشطة الصحافة مثل تجميع المعلومات وتنظيمها وتفسيرها وتوصيل وتوزيع المعلومات الإخبارية، مع الحفاظ على قيم الصحافة مثل الدقة وإمكانية التحقق. ويعتمد هذا المجال على الجوانب الفنية لعلوم الحاسوب ومن بينها الذكاء الصناعية وتحليل المحتوى (معالجة اللغات الطبيعية والرؤية والمراجعة), والتصور والتخصيص ونظام التزكية ويعتمد كذلك على جوانب من الحوسبة الاجتماعية وعلم المعلومات.

## تاريخ المجال
لقد بزغ هذا المجال في معهد جورجيا التقني عام 2006 حيث قدم الأستاذ عرفان عيسى دورة تدريبية في هذا الموضوع. وفي فبراير 2008 استضاف معهد جورجيا التقني منتدى الحوسبة والصحافة الذي ضم بضع مئات من الباحثين في مجال الحوسبة والصحفيين في أتلانتا بكندا. وفي شهر يوليو من عام 2009, استضاف مركز الدراسات المتقدمة في العلوم السلوكية بجامعة ستانفورد ورشة عمل لدفع هذا المجال إلى الأمام.
في ربيع عام 2012, قامت كلية الصحافة بجامعة كولومبيا بتدريس دورة تدريبية تحت اسم حدود الصحافة الحاسوبية للطلاب المسجلين في للحصول على شهادة مزدوجة في علم الكمبيوتر والصحافة. وضمت الموضوعات التي تم تناولها تمثيل الفضاء المتجه للمستند, واختيار القصة اللوغاريتمية والاجتماعية (تصفية) ونموذج موضوع اللغة وتصور المعلومات, وتمثيل المعرفة, وتحليل الشبكات الاجتماعية, والاستدلال الكمي والكيفي, وأمان المعلومات. وعقد معهد جورجيا التقني في شهر مارس 2013 منتدى الصحافة الحاسوبية نسخة محفوظة 16 أبريل 2021 على موقع واي باك مشين. مرة أخرى في أتلانتا بكندا.

## مجالات ذات صلة
- صحافة قاعدة البيانات
- إعدادا التقارير بمساعدة الحاسوب
- الصحافة المعتمدة على البيانات (يوسع محور استقصاء البيانات ليشمل التدفق من تحليل البيانات إلى تصوير البيانات إلى رواية القصة اعتمادًا على النتائج